# 1974-es dél-afrikai általános választás
1974. április 24-én általános választásokat tartottak Dél-Afrikában. Ezeket egy évvel korábban írták ki, mint azt John Vorster miniszterelnök tervezte (1975. február 4-re). A Népgyűlés létszámát 166-ról 171-re emelték. A választást ismét a Nemzeti Párt nyerte, kissé növelve parlamenti többségét.

## Eredmények
| Párt     | Párt                              | Szavazatok | %      | Mandátumok |
| -------- | --------------------------------- | ---------- | ------ | ---------- |
|          | Nemzeti Párt (NP)                 | 638 424    | 56,14  | 123        |
|          | Egyesült Párt (VP)                | 363 478    | 31,96  | 41         |
|          | Progresszív Párt (PP)             | 72 479     | 6,37   | 7          |
|          | Helyreállított Nemzeti Párt (HNP) | 44 717     | 3,93   | 0          |
|          | Demokratikus Párt                 | 10 050     | 0,88   | 0          |
|          | Egyéb                             | 5 471      | 0,48   | 0          |
|          | Függetlenek                       | 2 532      | 0,22   | 0          |
| Összesen | Összesen                          | 1 137 151  | 100,00 | 171        |

## Fordítás
Ez a szócikk részben vagy egészben  a(z)   1974 South African general election című angol Wikipédia-szócikk ezen változatának fordításán alapul.  Az eredeti cikk szerkesztőit annak laptörténete sorolja fel. Ez a jelzés csupán a megfogalmazás eredetét és a szerzői jogokat jelzi, nem szolgál a cikkben szereplő információk forrásmegjelöléseként.